# 大菩提会
大菩提会（だいぼだいかい、英: Maha Bodhi Society）は、インド・コルカタに本部を置く仏教団体。スリランカの仏教指導者アナガーリカ・ダルマパーラとイギリス人新聞記者エドウィン・アーノルドにより、ブッダガヤで創設された。設立の目的は仏教発祥の地インドにおける仏教復興と、仏教の聖地であるブッダガヤ、サールナート、クシナガラにある遺跡の保護である。
インド人の多くはインドにおける仏教衰退後も仏教文化を受け継いでいたが、自身を仏教徒とは考えていなかった。大菩薩会はこうした中で仏教への興味を呼び起こし、後のインド仏教復興運動へと繋がった。

## 起源

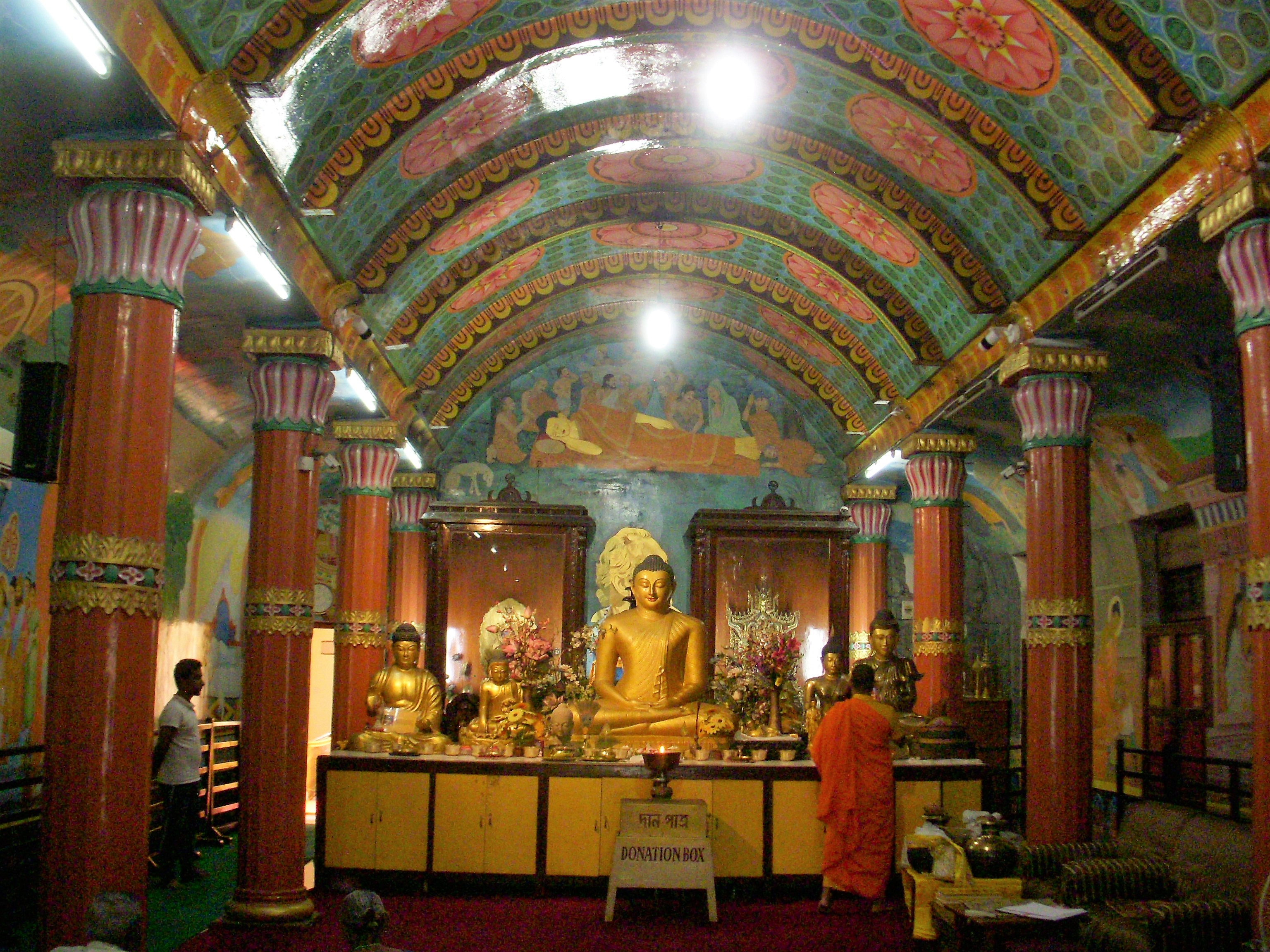
大菩提会本部内の様子

1891年、聖地ブッダガヤの大菩提寺を訪れたダルマパーラはショックを受けた。仏教の聖地である大菩提寺がシヴァ派の管理下におかれ、仏像はヒンドゥー教の像に置き換えられ、仏教徒が祈りを妨げられていたからである。これを見たダルマパーラはすぐに聖地を取り返すための運動を始めた。この少し前の1885年にはエドウィン・アーノルドがこの地を訪れ、仏教徒に対して当時のブッダガヤの嘆かわしい状況を知らせる記事を書いている。
ダルマパーラは仏教復興運動である大菩提運動を開始した。この運動はムスリム・コンクエストがインド仏教の衰退を招き、逆に当時のヒンドゥー教と仏教の連帯を生んだと考えている。
1891年の設立当初はコロンボに拠点を置いていたが、その後コルカタへ移転した。設立当初の目標はブッダガヤにある大菩提寺の復興と、仏教の聖地4か所を仏教徒の手に取り戻すことであった。これを達成するため、ダルマパーラは4か所の聖地を管理していたバラモンの司祭たちを相手どって裁判を開始した。これらの取り組みにより、1949年にはついに大菩提寺の管理権の一部を取り返すことに成功した。
その後、大菩薩会の支部がスリランカとインドを中心に多く設立された。また、ポール・ケーラスによって米国支部がシカゴに設立された。ベンガルールにも1956年に同名の団体が設立されたが、この団体はスリランカで設立された大菩提会とは関わりがない。

## 大菩提寺との関わり

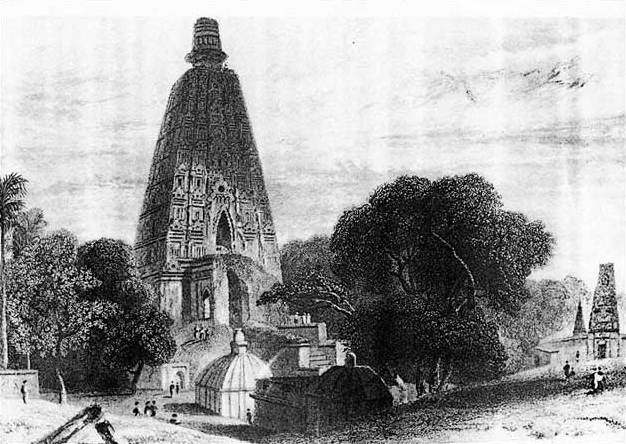
1780年ごろの大菩提寺

12世紀、ヒンドゥー系のセーナ朝がインド・マムルーク朝の将軍ムハンマド・バフティヤール・ハルジーの攻勢に敗れたことで、インドにおける仏教の地位は次第に低くなっていった。それに伴い、大菩提寺も忘れさられ、修繕されることなく放置されるようになった。その後16世紀にヒンドゥー教の僧院が設立され、同僧院の院長が大菩提寺の土地所有権を主張するようになった。
その後、1880年代にアレキサンダー・カニンガムの監督の下、インド総督府が大菩提寺の修復に乗り出した。1885年にはエドウィン・アーノルドも修復現場に訪れ、複数の記事を発表して仏教徒に対してブッダガヤの惨状を伝えた。そして1891年、アナガーリカ・ダルマパーラが寺院奪還運動を開始した。この運動は1949年に一部成功し、寺院管理権の一部がヒンドゥー僧院からビハール政府が設置する管理委員会の手に移された。この管理委員会は9名の委員で構成され、議員を含む多数派がヒンドゥーであることが定められている。この委員会の初代代表は大菩提会の主要メンバーであったベンガル人のアナガーリカ・ムニンドラであった。

## ムーラガンダ・クティ寺院との関わり

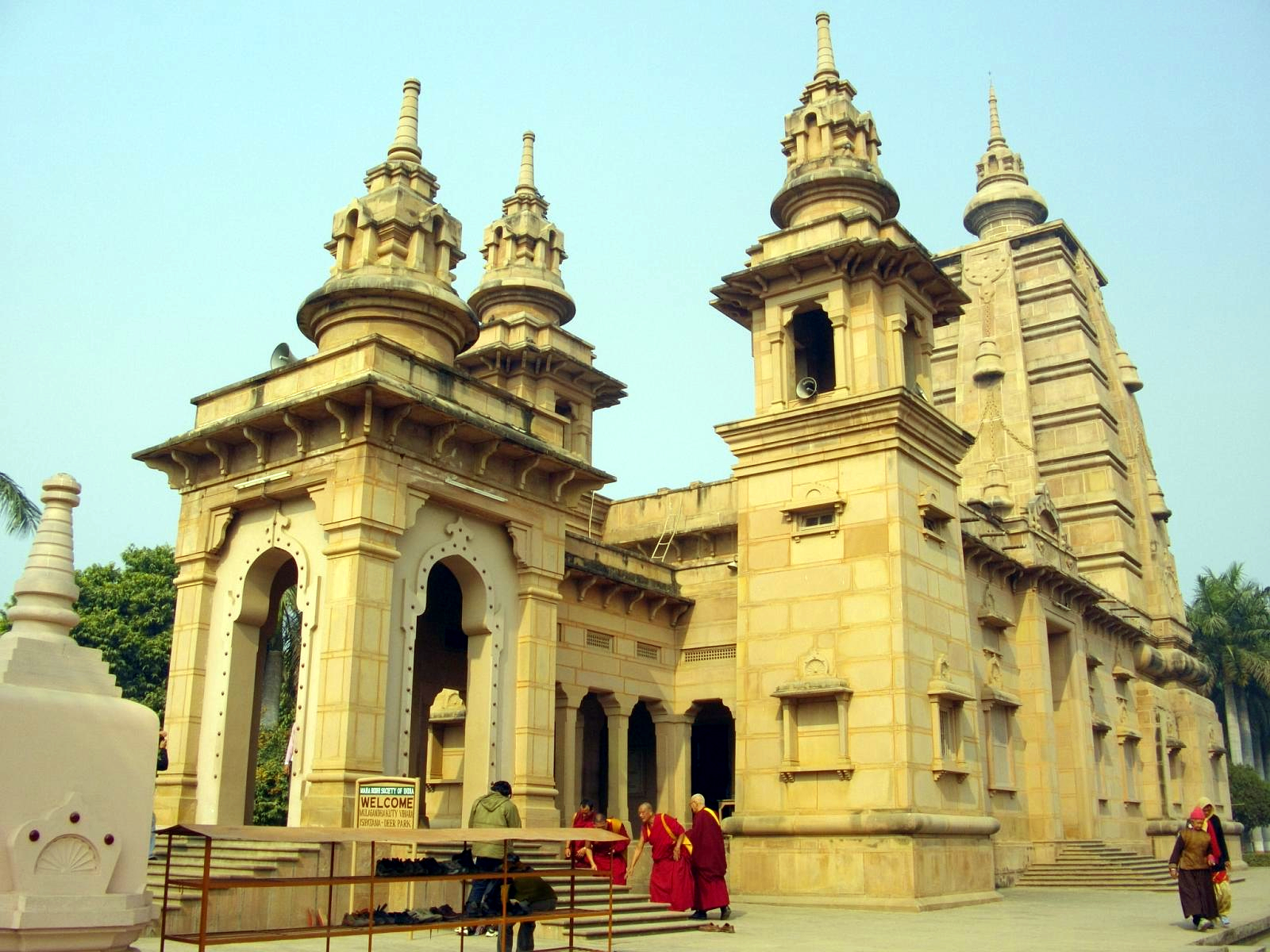
ムーラガンダ・クティ寺院（初転法輪寺）

サールナートにあるムーラガンダ・クティ寺院（初転法輪寺）にもアナガーリカ・ダルマパーラと大菩提会が深く関わっている。同寺院の建設が着工したのは1926年、ダルマパーラが晩年の時であった。彼が建設を決意したのは、ハワイ出身の女性メアリー・フォスターが家族や親類から集めた資金をダルマパーラに寄付したときであった。ダルマパーラ自ら建築計画を立案し、工事の監督を行った。そして、高さ200フィートを超える大寺院が1931年に完成した。そして、堂内の仏教画を日本人仏画家の野生司香雪が手掛けた。1931年の開堂初日に際しては、インド政府から仏舎利がダルマパーラに寄贈された。その後、この寺院はサールナート巡礼のハイライトとして数多くの巡礼者や観光客が訪れている。特に11月の例祭では仏舎利が公開され、数多くの巡礼者が訪れる。

## 出版活動
大菩提会は精力的な出版活動を行うことでも知られており、パーリ語文献をヒンディー語などの現代語に翻訳する活動やデーヴァナーガリーでの出版など、インドのインテリ層向けに行っている。また、ほかの出版社と共同でパンフレットや書籍の発行も行っている。

## 指導者

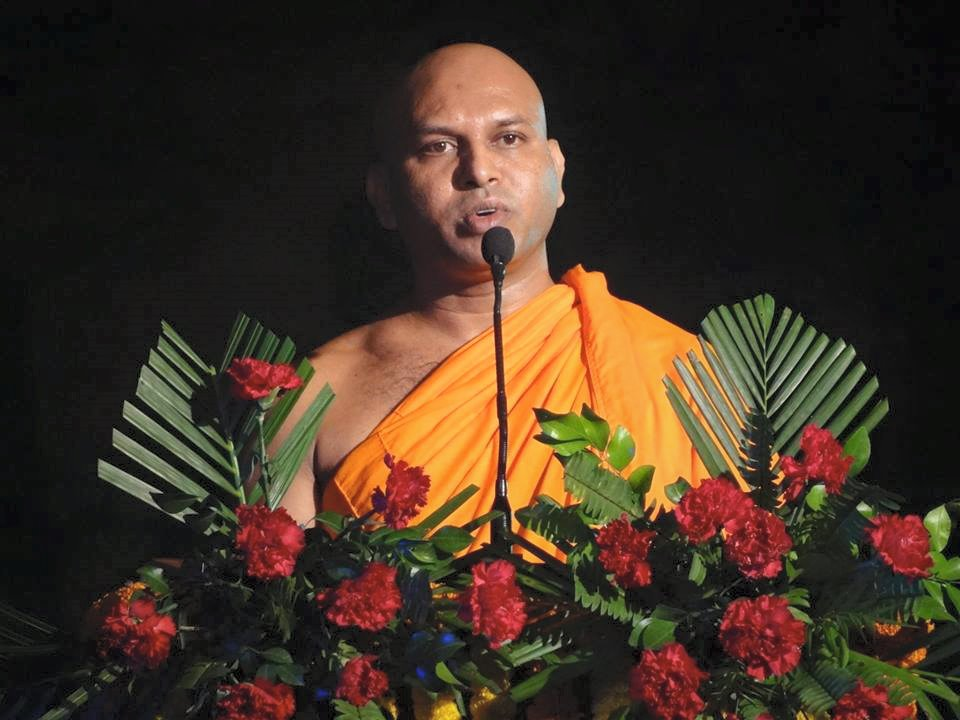
第12代事務局長P・セーワリー

2016年に第12代大菩提会事務局長にP・セーワリーが就任した。2008年9月の会合では、仏教の家系に生まれた者のみが会長・副会長に就任できるという取り決めがなされた。また同じ会合では、ダライ・ラマ14世が支援会長の座に就いた。